# 8-as busz (Nyíregyháza)
A nyíregyházi 8-as jelzésű autóbusz Vasútállomás és Sóstógyógyfürdő végállomások között közlekedik.

## Útvonala
| Sóstógyógyfürdő felé |
| --- |
| Vasútállomás vá. – Állomás tér – Petőfi utca – Széchenyi utca – Bessenyei tér – Bethlen Gábor utca – Egyház utca – Mártírok tere – Kossuth Lajos utca – Sóstói út – Berenát utca – Sóstógyógyfürdő vá. |

| Vasútállomás felé |
| --- |
| Sóstógyógyfürdő vá. – Berenát utca – Sóstói út – Kossuth Lajos utca – Mártírok tere – Egyház utca – Bethlen Gábor utca – Bessenyei tér – Széchenyi utca – Petőfi utca – Állomás tér – Vasútállomás vá. |

## Megállóhelyei
| 8 (Vasútállomás – Bessenyei tér – Kossuth Lajos utca – Sóstói út – Állatkert – Sóstógyógyfürdő) |                   |      |                                                                                       |
| Perc                                                                                            | Megálló neve      | Perc | Átszállási lehetőségek                                                                |
| 0                                                                                               | Vasútállomás      | 20   | 1, 1A, 6, 7, 8A, 10, 12, 14, 14F, 16, 18, 18A, H31X, H31Y                             |
| 2                                                                                               | Toldi utca        | 18   | 7, 8A, 10, 18, 18A, 40, H33, H40                                                      |
| 3                                                                                               | Szabolcs utca     | 17   | 3, 7, 8A, 10, 18, 18A, 24, 40, H31, H33, H40                                          |
| 4                                                                                               | Bessenyei tér     | 16   | 8A, 10, 40, H33, H40                                                                  |
| 6                                                                                               | Egyház utca       | –    | 1, 1A, 8A, 10, 11, 12, 40, H33, H40                                                   |
| –                                                                                               | Kelet Áruház      | 14   | 1, 1A, 2, 2Y, 4, 4Y, 8A, 10, 11, 12, 13, 14, 14F, 17, 17T, 23, 23G, 40, H32, H33, H40 |
| 8                                                                                               | Kossuth utca 9.   | –    | 1, 1A, 2, 2Y, 4, 4Y, 8A, 10, 11, 12, 13, 14, 14F, 17, 17T, 23, 23G, 40, H32, H33, H40 |
| 10                                                                                              | Dohány utca       | 10   | 8A, 13                                                                                |
| 11                                                                                              | Stadion utca      | 9    | 8A, 13                                                                                |
| 13                                                                                              | Városi Stadion    | 7    | 8A, 13                                                                                |
| 14                                                                                              | Etelköz           | 6    | 8A, 13                                                                                |
| 15                                                                                              | Sóstói úti Kórház | 5    | 5, 8A, 12, 13, 15, 19                                                                 |
| 18                                                                                              | Állatpark         | 2    |                                                                                       |
| 19                                                                                              | Krúdy Vigadó      | 1    |                                                                                       |
| 20                                                                                              | Sóstógyógyfürdő   | 0    |                                                                                       |